# (13734) Buklad
(13734) Buklad (1998 RC66) – planetoida z grupy pasa głównego asteroid okrążająca Słońce w ciągu 3,3 lat w średniej odległości 2,21 j.a. Odkryta 14 września 1998 roku.